# 百泉镇 (独山县)
百泉镇，是中华人民共和国贵州省黔南布依族苗族自治州独山县下辖的一个乡镇级行政单位。
2013年6月28日，贵州省人民政府批复同意独山县行政区划调整，以原城关镇、尧梭乡、羊凤乡地域为百泉镇行政区域，镇人民政府驻中南社区。

## 行政区划
百泉镇下辖以下地区：
中南社区、北集社区、和平社区、中华社区、铁路社区、五里村、井桥村、双桥村、河亭村、新民村、摆独村、其山村、新力村、尧梭村、大河村、里腊村、凤汝村、拉偶村、羊凤村、朵罗村、巴台村、摆罗村、翁进村、茂联村、尧梭乡和羊凤乡。